# حنان عياد
حنان بسام عيَّاد، صحافية فلسطينية من قطاع غزة، قُتلت رفقة زوجها يوم الثلاثاء بتاريخ 12 كانون الأول 2023، إثر غارة إسرائيلية استهدفت منزلها في حي الدرج بمدينة غزة.
ارتفع عدد القتلى من الصحافيين الفلسطينيين حتى تاريخ مقتلها بالإضافة إلى مقتل الصحافي أحمد أبو عبسة إلى 89 صحافياً وذلك منذ بدء الهجوم الإسرائيلي على قطاع غزة خلال الحرب الفلسطينية الإسرائيلية 2023.